# Trinitat Vella (metrostation)
Trinitat Vella is een metrostation in Barcelona, dat aangedaan wordt door TMB-lijn L1. Het is vernoemd naar het nabijgelegen Trinitat Vella, in het district Sant Andreu in Barcelona, en park met dezelfde naam. Het is een ongebruikelijk station omdat het een van de weinige is met een aangrenzend bovengronds gebouw, dat in Nus de la Trinitat ligt en de buurt verbindt met Parc de la Trinitat.
Het station is geopend in 1983, toen de lijn vanaf Torras i Bages werd uitgebreid richting Santa Coloma de Gramenet (Santa Coloma (metrostation)), en verbouwd in 1992. Het heeft ingangen vanaf Via Barcino en vanaf het park.

## Lijn
- Metro van Barcelona L1

Hospital de Bellvitge · Bellvitge · Av. Carrilet · Rambla Just Oliveras · Can Serra · Florida · Torrassa · Santa Eulàlia · Mercat Nou · Plaça de Sants · Hostafrancs · Espanya · Rocafort · Urgell · Universitat · Catalunya · Urquinaona · Arc de Triomf · Marina · Glòries · Clot · Navas · La Sagrera · Fabra i Puig · Sant Andreu · Torras i Bages · Trinitat Vella · Baró de Viver · Santa Coloma · Fondo